# Ферязь

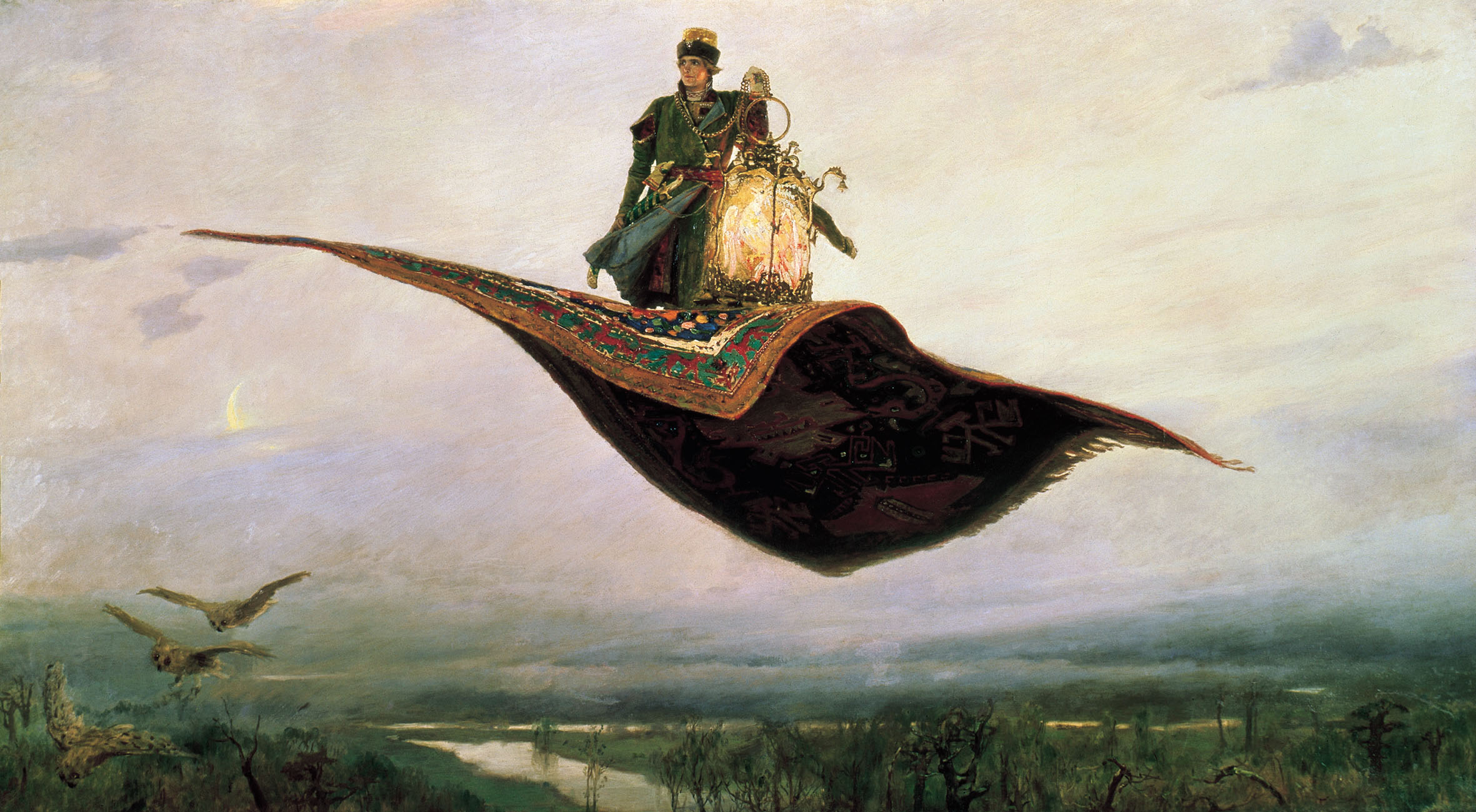
Васнецов В. М., «Килим-самоліт». 1880. Головний герой зодягнений у ферязь.

Ферязь (рос. ферязь, від араб. färäğä) — старовинний російський та польський одяг (чоловічий та жіночий) з довгими рукавами, без коміра і перехвату.

## Опис
Застосовувався як парадний верхній одяг  боярами і  дворянами. Надягався поверх каптана. За указом від 19 грудня 1680 року у ферязі повинні були з'являтися до двору у визначені дні бояри, окольничі, думні і ближні люди, стольники, стряпчі, дворяни московські і дяки.
За указом ферязі були розділені на три розряди: золоті, оксамитові і «об'яринні».
У золотих ферязях належало виходити на святкування:  Нового літа (1 вересня), Різдва Христового, Богоявлення, Благовіщення, Світлого Христового Воскресіння, Вознесіння, Трійці, та ін.
У оксамитових ферязях належало виходити на святкування: Різдва Пресвятої Богородиці, в день Воздвиження Чесного хреста, на день Пресвятої Богородиці Казанської, Стрітення Господнього та ін.
В «об'яринних» (шовкових) ферязях належало виходити на святкування: Сергія Чудотворця, Іоанна Златоустого, Григорія Богослова, Трьох Святителів та ін..
Ферязь була широкою у подолі, до 3 метрів, з довгими, звисаючими до землі рукавами. Ферязь надягали так: у рукав просмикували лише одну руку, збираючи його в безліч складок, другий рукав спускали уздовж фігури до землі. Завдяки ферязі з'явився російський вираз «працювати зі спущеними рукавами» (абияк). На грудях пришивалися нашивки (за кількістю ґудзиків) із зав'язками та китицями. Зав'язок було 3, 4, 5 або 7. Кожна нашивка мала петлю для ґудзика, тому пізніше нашивки стали називатися петлицями. По периметру ферязі пришивалося «мереживо» — облямівка з прикрасами.
Ферязь шили на підкладці (холодна ферязь), іноді й на хутрі, з дорогих тканин, оксамиту, з застосуванням золота.
Різновиди ферязі: мовні, пісні, станові (з перехопленням на поясі), їздові, арм'яшні (з верблюжої вовни). Їздові ферязі — верхній одяг з багатою оздобою. Їздові ферязі дуже любив Олексій Михайлович.
Жіноча ферязь називалася ферезея. Носилася поверх сорочок. Могла виготовлятися без рукавів. Вперше згадується у книжках з крою та шиття у жовтні 1654. У Вихідних книгах ферезея вперше з'являється 16 вересня 1659 р.

## Галерея

В одяг на кшталт ферязі вдягнений Вовка
В одяг на кшталт ферязі з довгими рукавами вдягнений  Вовка
Головний герой, зображений на картині Васнецова «Килим-самоліт», зодягнений у ферязь.
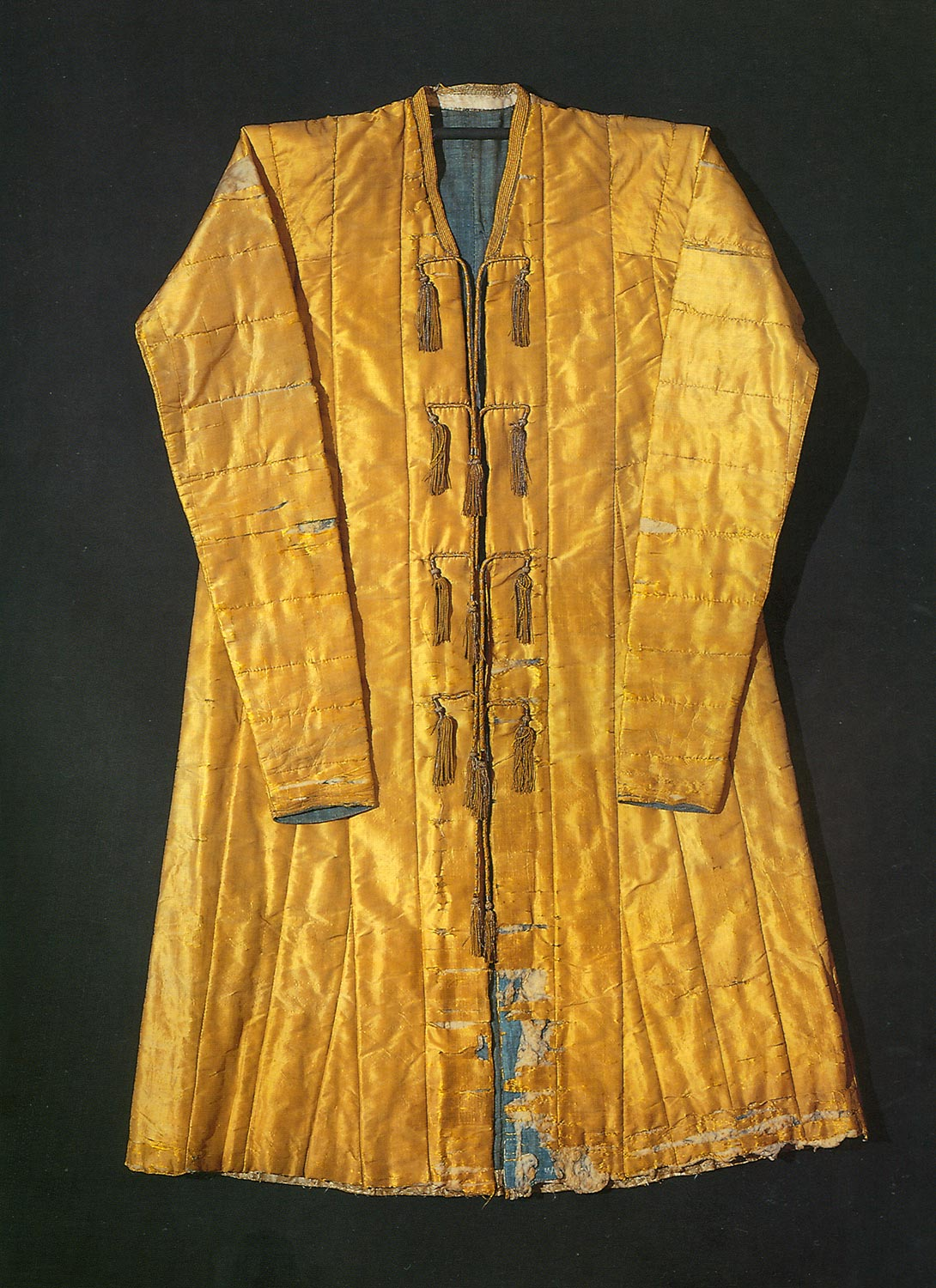
Ферязь царя Івана Грозного, XVI ст. Шовк, підкладка бавовна, стібана на ваті. З колекції Державного Історичного Музею, Росія, Москва